# Línea 4 del Metrobús de la Ciudad de México
La Línea 4 del Metrobús de la Ciudad de México es la cuarta línea del Metrobús de la Ciudad de México. Cruza la ciudad de oriente a poniente a través del Centro Histórico de la Ciudad de México desde la estación de ferrocarriles Buenavista hasta la Terminal de Autobuses de Pasajeros de Oriente. Cuenta con un ramal al Aeropuerto Internacional de la Ciudad de México y otro hasta la Alameda Oriente. Fue inaugurada el 1 de abril de 2012 y cuenta con 39 estaciones ubicadas en las alcaldías Cuauhtémoc y Venustiano Carranza e Iztacalco.
Esta línea se distingue del resto del sistema de Metrobús en ser la única que cuenta con dos ramales principales —norte y sur— en lugar de un único troncal. Esta línea, al igual que la línea 7, no utiliza estaciones elevadas y dispone de autobuses de piso bajo para evitar dañar el entorno urbano del Centro Histórico de la Ciudad de México. Igualmente posee la única ruta con un costo diferenciado respecto al resto del sistema. La ruta del Aeropuerto de la Ciudad de México cuesta $30 pesos, a diferencia de los $6 pesos habituales del resto del sistema.
Tiene transbordo con la línea 1 en la estación Buenavista; con la línea 3 en las estaciones Hidalgo y Juárez; con la línea 5 en las estaciones San Lázaro y Archivo General de la Nación; y con la línea 7 en las estaciones Hidalgo y Amajac.

## Historia
En 2010 el Gobierno del Distrito Federal anunció que la ruta planeada para la línea 4 era sobre Eje 3 Oriente, entre el Río de los Remedios y la Terminal de Autobuses de Pasajeros de Oriente. Sin embargo, al año siguiente se informó que el proyecto correspondería a una ruta que cruzaría el Centro Histórico de la Ciudad de México. El 29 de abril de 2011 el Gobierno de la Ciudad de México anunció la construcción de la línea 4 bajo el nombre «Metrobús Buenavista - Centro Histórico - San Lázaro - Aeropuerto». La obra inició el 4 de julio de 2011. Durante su construcción se realizaron manifestaciones en contra de la edificación de la línea. Al respecto el Jefe de Gobierno del Distrito Federal, Marcelo Ebrard, consideró que el proyecto contaba con el respaldo mayoritario de los habitantes y empresarios de la zona, negándose a realizar una consulta popular para aprobar el proyecto.
A diferencia del resto del sistema de Metrobús, la línea 4 no utiliza estaciones elevadas, sino que trabaja con estaciones a nivel de suelo. En consecuencia, también es la única que dispone de autobuses de piso bajo y la única en que el pago de acceso se realiza dentro de los autobuses y no en la estación. Estas particularidades fueron adoptadas para evitar dañar el entorno urbano del Centro Histórico de la Ciudad de México. La Línea 4 fue inaugurada el 1 de abril de 2012, con 36 estaciones repartidas en dos rutas principales y un ramal adicional a las dos terminales del Aeropuerto Internacional de la Ciudad de México, el cual cuenta con una tarifa diferenciada de $30 pesos.
En 2020 la estación «Plaza San Juan» fue renombrada como «Mercados San Juan», para hacer referencia a los cuatro Mercados de San Juan, ubicados en la zona. Igualmente se anunció el cambio de nombre de la estación «Circunvalación» a «Mercado Ampudia» y de la estación «Teatro del Pueblo» a «Mercado Abelardo L. Rodríguez», aunque estos dos últimos cambios no fueron ejecutados.
El 4 de junio de 2021 fue inaugurada la expansión de la línea 4 hacia la estación de Metro Pantitlán, que incluyó la creación de una nueva ruta dentro de la línea. El 27 de marzo de 2022 se inauguró la segunda expansión de la línea con las estaciones «Calle 6» y «Alameda Oriente», las cuales integran una nueva ruta en la línea 4.
En noviembre de 2022 el gobierno de la Ciudad de México modificó el trazo de la ruta sur para utilizar calles de mayor afluencia. El cambio implicó el cierre de la estación «Circunvalación», mientras que las estaciones «Museo de la Ciudad», «Las Cruces», «La Merced» y «Mercado de Sonora» se convieron en estaciones de paso unidireccional. Adicionalmente se habilitaron tres nuevas estaciones para complementar el nuevo trazo de la ruta: «Mercado de Sonora Sur», «San Pablo» y «20 de noviembre». La inauguración de la nueva ruta estaba planeada para el 28 de noviembre, pero fue aplazada hasta el 1 de diciembre debido a manifestaciones en contra del nuevo trazado.

## Rutas
| Ruta            | Inicio     | Final           | Estaciones |
| --------------- | ---------- | --------------- | ---------- |
| Norte           | Buenavista | San Lázaro      | 15         |
| Sur             | Buenavista | San Lázaro      | 22         |
| Pantitlán       | Hidalgo    | Pantitlán       | 12         |
| Alameda Oriente | Hidalgo    | Alameda Oriente | 14         |
| Aeropuerto      | San Lázaro | AICM Terminal 2 | 3          |

## Estaciones
| Estación                      | Iconografía                              | Inauguración                            | Alcaldía                        | Tipo de estación    | Rutas                                              | Conexiones |
| ----------------------------- | ---------------------------------------- | --------------------------------------- | ------------------------------- | ------------------- | -------------------------------------------------- | --- |
| Buenavista                    | Locomotora                               | 1 de abril de 2012                      | Cuauhtémoc                      | Correspondencia     | - Norte - Sur - Aeropuerto                         | Correspondencia - Línea 1 Otros servicios - Buenavista - Buenavista - Alquiler de Ecobici                           |
| Alcaldía Cuauhtémoc           | Glifo de Cuauhtémoc                      | 1 de abril de 2012                      | Cuauhtémoc                      | Paso                | - Norte - Sur - Aeropuerto                         | Otros servicios - Alquiler de Ecobici                                                                               |
| México-Tenochtitlan           | Piedra de Coyolxauhqui                   | 1 de abril de 2012                      | Cuauhtémoc                      | Paso                | - Norte - Sur - Aeropuerto                         | Otros servicios - Alquiler de Ecobici - Revolución                                                                  |
| Museo de San Carlos           | Fachada del Museo de San Carlos          | 1 de abril de 2012                      | Cuauhtémoc                      | Paso                | - Norte - Aeropuerto                               | Otros servicios - Alquiler de Ecobici                                                                               |
| Hidalgo                       | Busto de Miguel Hidalgo                  | 1 de abril de 2012                      | Cuauhtémoc                      | Correspondencia     | - Norte - Aeropuerto - Pantitlán - Alameda Oriente | Correspondencia - Línea 3 - Línea 7 Otros servicios - Hidalgo - Hidalgo - Hidalgo - Alquiler de Ecobici             |
| Bellas Artes                  | Fachada del Palacio de Bellas Artes      | 1 de abril de 2012                      | Cuauhtémoc                      | Paso                | - Norte - Aeropuerto - Pantitlán - Alameda Oriente | Otros servicios - Bellas Artes - Bellas Artes - Bellas Artes - Alquiler de Ecobici                                  |
| Teatro Blanquita              | Estatua y cuatro pedestales              | 1 de abril de 2012                      | Cuauhtémoc                      | Paso                | - Norte - Aeropuerto - Pantitlán - Alameda Oriente | Otros servicios - Alquiler de Ecobici                                                                               |
| República de Chile            | Bandera de Chile                         | 1 de abril de 2012                      | Cuauhtémoc                      | Paso                | - Norte - Aeropuerto - Pantitlán - Alameda Oriente | Otros servicios - Alquiler de Ecobici                                                                               |
| República de Argentina        | Bandera de la Argentina                  | 1 de abril de 2012                      | Cuauhtémoc                      | Paso                | - Norte - Aeropuerto - Pantitlán - Alameda Oriente | Otros servicios - Alquiler de Ecobici                                                                               |
| Mercado Abelardo L. Rodríguez | Arcos del Mercado Abelardo L. Rodríguez  | 1 de abril de 2012                      | Cuauhtémoc                      | Paso                | - Norte - Aeropuerto - Pantitlán - Alameda Oriente | |
| Mixcalco                      | Glifo de Mixcalco                        | 1 de abril de 2012                      | Cuauhtémoc                      | Paso                | - Norte - Aeropuerto - Pantitlán - Alameda Oriente | |
| Ferrocarril de Cintura        | Cruce ferroviario                        | 1 de abril de 2012                      | Venustiano Carranza             | Paso                | - Norte - Aeropuerto - Pantitlán - Alameda Oriente | |
| Morelos                       | Busto de José María Morelos              | 1 de abril de 2012                      | Venustiano Carranza             | Paso                | - Norte - Aeropuerto - Pantitlán - Alameda Oriente | Otros servicios - Morelos - Morelos                                                                                 |
| Archivo General de la Nación  | Fachada del Palacio de Lecumberri        | 1 de abril de 2012                      | Venustiano Carranza             | Correspondencia     | - Norte - Aeropuerto - Pantitlán - Alameda Oriente | Correspondencia - Línea 5                                                                                           |
| San Lázaro                    | Locomotora de vapor                      | 1 de abril de 2012                      | Venustiano Carranza             | Correspondencia     | - Norte - Sur - Aeropuerto                         | Correspondencia - Línea 5 Otros servicios - San Lázaro - San Lázaro - Terminal de Autobuses de Pasajeros de Oriente |
| Moctezuma                     | Penacho de Moctezuma                     | 1 de abril de 2012                      | Venustiano Carranza             | Paso unidireccional | - Sur                                              | Otros servicios - Moctezuma                                                                                         |
| Eduardo Molina                | Gota de agua y tubería                   | 1 de abril de 2012                      | Venustiano Carranza             | Paso                | - Sur                                              | |
| Hospital Balbuena             | Fachada del Hospital Balbuena            | 1 de abril de 2012                      | Venustiano Carranza             | Paso unidireccional | - Sur                                              | |
| Cecilio Robelo                | Libro                                    | 1 de abril de 2012                      | Venustiano Carranza             | Paso                | - Sur                                              | Otros servicios - Candelaria - Candelaria/Palacio Legislativo - Fray Servando                                       |
| Mercado de Sonora Norte       | Libro con veladora y mortero             | 1 de abril de 2012                      | Venustiano Carranza             | Paso unidireccional | - Sur                                              | |
| Mercado de Sonora Sur         | Libro con veladora y mortero             | 28 de noviembre de 2022                 | Venustiano Carranza             | Paso unidireccional | - Sur                                              | |
| La Merced                     | Canasta con manzanas                     | 1 de abril de 2012                      | Venustiano Carranza             | Paso unidireccional | - Sur                                              | Otros servicios - Merced                                                                                            |
| Las Cruces                    | Dos cruces                               | 1 de abril de 2012                      | Cuauhtémoc                      | Paso unidireccional | - Sur                                              | |
| Museo de la Ciudad            | Fachada del Museo de la Ciudad de México | 1 de abril de 2012                      | Cuauhtémoc                      | Paso unidireccional | - Sur                                              | Otros servicios - Alquiler de Ecobici                                                                               |
| Pino Suárez                   | Adoratorio de Ehécatl                    | 1 de abril de 2012                      | Cuauhtémoc                      | Paso                | - Sur                                              | Otros servicios - Pino Suárez - Pino Suárez - Alquiler de Ecobici                                                   |
| San Pablo                     | Busto de San Pablo                       | 28 de noviembre de 2022                 | Cuauhtémoc                      | Paso unidireccional | - Sur                                              | |
| 20 de noviembre               | Soldadera                                | 28 de noviembre de 2022                 | Cuauhtémoc                      | Paso unidireccional | - Sur                                              | Otros servicios - Zócalo/Tenochtitlan                                                                               |
| Isabel La Católica            | Carabela                                 | 1 de abril de 2012                      | Cuauhtémoc                      | Paso                | - Sur                                              | Otros servicios - Isabel La Católica - Alquiler de Ecobici                                                          |
| El Salvador                   | Escudo de El Salvador                    | 1 de abril de 2012                      | Cuauhtémoc                      | Paso                | - Sur                                              | Otros servicios - Alquiler de Ecobici                                                                               |
| Eje Central                   | Círculo dividido                         | 1 de abril de 2012                      | Cuauhtémoc                      | Paso                | - Sur                                              | Otros servicios - Alquiler de Ecobici - San Juan de Letrán                                                          |
| Mercados San Juan             | Cabeza de venado                         | 1 de abril de 2012                      | Cuauhtémoc                      | Paso                | - Sur                                              | Otros servicios - Alquiler de Ecobici                                                                               |
| Juárez                        | Busto de Benito Juárez                   | 1 de abril de 2012                      | Cuauhtémoc                      | Correspondencia     | - Sur                                              | Correspondencia - Línea 3 Otros servicios - Juárez - Alquiler de Ecobici                                            |
| Vocacional 5                  | Logo de la Vocacional 5                  | 1 de abril de 2012                      | Cuauhtémoc                      | Paso                | - Sur                                              | Otros servicios - Alquiler de Ecobici                                                                               |
| Defensoría Pública            | Apretón de manos dentro de un escudo     | 1 de abril de 2012                      | Cuauhtémoc                      | Paso                | - Sur                                              | Otros servicios - Alquiler de Ecobici                                                                               |
| Amajac                        | Escultura de la Joven de Amajac          | 1 de abril de 2012                      | Cuauhtémoc                      | Correspondencia     | - Sur                                              | Correspondencia - Línea 7 Otros servicios - Alquiler de Ecobici                                                     |
| Plaza de la República         | Vista aérea de la Plaza de la República  | 1 de abril de 2012                      | Cuauhtémoc                      | Paso                | - Sur                                              | Otros servicios - Alquiler de Ecobici                                                                               |
| Terminal 1                    | Avión con el texto «T1»                  | 1 de abril de 2012                      | Venustiano Carranza             | Paso unidireccional | - Aeropuerto                                       | Otros servicios - Terminal 1 del Aeropuerto Internacional de la Ciudad de México - Terminal Aérea                   |
| Terminal 2                    | Avión con el texto «T2»                  | 1 de abril de 2012                      | Venustiano Carranza             | Paso unidireccional | - Aeropuerto                                       | Otros servicios - Terminal 2 del Aeropuerto Internacional de la Ciudad de México                                    |
| Pantitlán                     | Dos banderas                             | 4 de junio de 2021                      | Venustiano Carranza             | Paso                | - Pantitlán - Alameda Oriente                      | Otros servicios - Pantitlán - Pantitlán - Pantitlán - Pantitlán - Pantitlán - Pantitlán                             |
| Calle 6                       | Calle con el texto «Calle 6»             | 27 de marzo de 2022 29 de enero de 2025 | Venustiano Carranza e Iztacalco | Paso                | - Alameda Oriente                                  | Otros servicios - Calle 6                                                                                           |
| Alameda Oriente               | Pato en un lago                          | 27 de marzo de 2022                     | Venustiano Carranza             | Paso                | - Alameda Oriente                                  | |

### Cambios de nombre
| Nombre previo      | Iconografía previa                | Nombre nuevo            | Iconografía nueva                    | Fecha del cambio         |
| ------------------ | --------------------------------- | ----------------------- | ------------------------------------ | ------------------------ |
| Plaza San Juan     | Cántaro, balero y trompo          | Mercados San Juan       | Cabeza de venado                     | 2020                     |
| Puente de Alvarado | Lanza                             | México-Tenochtitlan     | Piedra de Coyolxauhqui               | 9 de agosto de 2021      |
| Expo Reforma       | Fachada del edificio Expo Reforma | Defensoría Pública      | Apretón de manos dentro de un escudo | 20 de septiembre de 2021 |
| Mercado de Sonora  | Libro con veladora y mortero      | Mercado de Sonora Norte | Libro con veladora y mortero         | 28 de noviembre de 2022  |
| Glorieta de Colón  | Estatua de Cristóbal Colón        | Amajac                  | Escultura de la Joven de Amajac      | 12 de octubre de 2023    |

### Estaciones antiguas
| Nombre         | Iconografía                                    | Fecha del cierre        | Motivo del cierre                   |
| -------------- | ---------------------------------------------- | ----------------------- | ----------------------------------- |
| Circunvalación | Círculo dentro de un mapa del Distrito Federal | 28 de noviembre de 2022 | Cambio de la ruta sur de la Línea 4 |